# Равское воеводство
Равское воеводство (лат. Palatinatus Ravensis, пол. Województwo rawskie) — административно-территориальная единица Королевства Польского и Речи Посполитой. Существовало в 1462—1793 годах.
Было создано в 1462 году на основе земель Мазовецкого княжества (Равское княжество). Входило в состав Великопольской провинции и принадлежало к Мазовии. Находилось в западной части Речи Посполитой, на юго-западе Мазовии. Центр воеводства — город Рава-Мазовецка. Возглавлялось равскими воеводами. Сеймик воеводства собирался в Раве-Мазовецкой.
Равское воеводство представляли 2 сенатора в Сенате Речи Посполитой (воевода и каштелян равский). Состояло из трех земель (Равская, Сохачевская и Гостынинская земли) и шести поветов. По переписи 1790 года численность населения — 109 600 чел., площадь воеводства — 6200 км².
Равское воеводство было ликвидировано в 1793 году в результате Второго раздела Речи Посполитой и присоединено к Прусскому королевству. Территория воеводства вошла в состав провинции Южная Пруссия.

## Административное устройство
- Бяльский повет — Бяла-Равска (Равская земля)
- Гомбинский повет — Гомбин (Гостынинская земля)
- Гостынинский повет — Гостынин (Гостынинская земля)
- Мщонувский повет — Мщонув (Сохачевская земля)
- Равский повет — Рава-Мазовецка (Равская земля)
- Сохачевский повет — Сохачев (Сохачевская земля)